# Валени
Вале́ни (рум. Văleni) — село в Кагульському районі Молдови, утворює окрему комуну.
Село розташоване на крайньому півдні країни. Розташоване на річці Прут.
В селі народився Георге Вода — поет, сценарист та режисер, заступник голови Спілки письменників Молдови.